# 小岛教堂 (哥本哈根)
小岛教堂（丹麥語：Holmens Kirke）是丹麦哥本哈根市中心的一座教堂。始建于1563年，被克里斯蒂安四世改为海军教堂。1967年，现任丹麦女王瑪格麗特二世和亨里克亲王在此举行婚礼。作曲家尼尔斯·加德等丹麦名人安葬于此，堂内有巴特尔·托瓦尔森等人的艺术品。

## 外部連結
- 官方网站
- orlogsmuseet.dk
- kirkeskibet.dk （页面存档备份，存于）

55°40′36″N 12°35′0″E / 55.67667°N 12.58333°E